# يوفو (أويتا)
مدينة يوفو (بالإنجليزية: Yufu) هي أحد المدن التابعة لمحافظة أويتا في اليابان، تأسست رسميًا عام 2005. يقدر عدد سكانها بـ 35298 نسمة حسب تقدير مكتب الإحصاء الياباني لعام 2012. تبلغ مساحة يوفو 319.16 كم2. بكثافة سكانية تبلغ 111 نسمة/كم2.